# Олейник, Александр Леонидович
Алекса́ндр Леони́дович Оле́йник (род. 25 декабря 1959, ?) — советский и украинский музыкант, дирижёр. Народный артист Украины (2019). Ректор Одесской национальной музыкальной академии имени А. В. Неждановой с 2018 года.

## Биография
В 1987 году окончил Одесскую государственную консерваторию имени А. В. Неждановой (класс профессора, заслуженного деятеля искусств Украины Д .П .Орловой). После получения диплома работал руководителем ансамбля народных инструментов «Мозаика» Одесской областной филармонии. С 1991 года занимал должности преподавателя, старшего преподавателя, доцента и профессора кафедры народных инструментов Одесской национальной музыкальной академии имени А. В. Неждановой.
С 2002 года декан по работе с иностранными студентами, с 2003 г.. По 2018 гг. Работал в должности проректора по учебной работе ОНМА им. А. В. Неждановой. В 2016 защитил кандидатскую диссертацию и получил научную степень кандидата искусствоведения. В октябре 2018 был избран на должность ректора Академии. В 2019 ему было присвоено почетное звание Народного артиста Украины.
Как музыкант и композитор А. Л. Олейник создал более 170 переложений, транскрипций и инструментовок для домры, оркестра и ансамбля народных инструментов. Особый интерес представляют его собственные произведения для домры-соло: «Перезвони», «Песня», «Танец», «Эскиз», «Мерцающий звук», «Этюд-скерцо», в которых автором представлены новаторские инструментальные приемы игры и новые художественные возможности инструмента. Является первым исполнителем многих произведений одесских композиторов для домры.
Он ведет активную концертную деятельность, выступает с гастролями во многих городах Украины, Австрии, Германии, Финляндии, Польши, России, Болгарии и т. д. в качестве солиста, дирижёра оркестра народных инструментов. Особенно успешно проходили его многочисленные выступления со всемирно известным австрийским певцом Борисом Рубашкин (около 250 концертов в качестве руководителя ансамбля народных инструментов).
А. Л. Олейник активно занимается научной и научно-методической деятельностью, участвует во многих научно-практических конференциях, приглашается в качестве члена жюри на Международные конкурсы.

## Общественная и творческo-организационная деятельность
1. Член жюри Международного конкурса исполнителей на народных инструментах имени Хоткевича., Г. Харьков, 2007 г.
2. Член жюри Международного конкурса «Южный экспресс» г.. Ялта (2007, 2008, 2009, 2010, 2011).
3. Член жюри национального конкурса исполнителей на народных инструментах «Покрова», г. Ивано-Франковск (2008).
4. Председатель жюри международного конкурс «Южный экспресс» г.. Ялта (2012, 2013).
5. Председатель жюри I открытого фестиваля-конкурса оркестров и ансамблей народных инструментов вузов I—II уровней аккредитации и школ эстетического воспитания «Таврическое перевесло» г.. Херсон (2012).
6. Член оргкомитета III, IV, V, VI Международных конкурсов пианистов памяти Э. Гилельса м. Одесса (2008, 2010, 2013, 2016).
7. Член оргкомитета по празднованию 100-летия со дня основания ОНМА им. А. В. Неждановой (2013).
8. Член оргкомитета I, II, III, IV, V, VI конкурсов исполнителей на народных инструментах имени заслуженного артиста Украины В. В. Касьянова (2015, 1016, 2017, 2018).
9. Член жюри конкурса исполнителей на народных инструментах памяти В. Касьянова., Г. Одесса (2015, 2016, 2017, 2018, 2019).
10. Член оргкомитета фестиваля академического народно-инструментального искусства «Южная Пальмира», г. Одесса (2002, 2005, 2009, 2013,2019).
11. Член жюри конкурса исполнителей на народных инструментах памяти В. Касьянова., Г. Одесса (2015, 2016).
12. Член жюри Международного конкурса-фестиваля искусств «Stankovych fest», г.. Свалява (2016, 2018).
13. Председатель жюри фестиваля-конкурса исполнителей на народных инструментах «Золотая струна» г.. Николаев (2016).
14. Председатель жюри Всеукраинского конкурса ансамблей народных инструментов «Подольская весна 2016», г. Винница.
15. Член жюри Всеукраинского фестиваля-конкурса «Первоцвет-дебют» г.. Херсон (2017).
16. Председатель жюри И международного конкурса «Talents of the world» г.. Одесса (2019).
17. Активный участник как солист, руководитель ансамбля домристов и дирижёр оркестра народных инструментов фестиваля «Южная пальмира» (г.. Одесса, Декабрь 2019)

## Список научных и учебно-методических работ
- 1. Кандидатская диссертация по специальности 17.00.03 Музыкальное искусство «Риторические основы композиторской и исполнительской творчества для домры». УДК 78.03 + 781.61 + 787.65 / 787.79, 21.10.2016 г.. ЛНМА им. М. В. Лысенко, м. Львов.
- 2. Олейник А. Л. Особенности ритмики и тембральности музыки для домры в контексте музыкального профессионализма Запада и Востока. // Метроритм-1 — Киев: ООО «Наука-сервис», — НАН Украины. Институт искусствоведения, фольклористики и этнографии им. М. Т. Рыльского. — С.96-98.
- 3. Олейник А. Л. Теоретические аспекты исполнительского мастерства домриста: специфика выполнения инструментальных приемов в современных произведениях // Сборник материалов международной научно-практической конференции «Академическое народно-инструментальное искусство в Украине XX—XXI вв.)». — Киев, — с 35-39. 4. Олейник А. Л. Музыка для домры: знаки Востока и Запада как факторы композиции и исполнения // Восток-Запад: культура и цивилизация. — Одесса, Астропринт, — с 79-83.
- 5. Олейник А. Л. Философско-мифологические предпосылки риторики творчества домриста // Музыкальное искусство и культура — Одесса: Печатный дом, — Вып. 5 — С.432-440.
- 6. Олейник А. Риторика и художественное выражение домрового инструментализма // Музыкальное искусство и культура: [сб. наук. статей / — Одесса: Печатный дом, — Вып. 8, кн. 1. — С. 29-38.
- 7. Олейник А. Л. Символизм художественного мышления Востока и символика мандолины в балете «Агон» И. Стравинского. // Проблемы современности: искусство, культура, педагогика — Луганск: Издательство Государственный институт культуры и искусств, — Вып. 23 — С.189- 197.
- 8. Олейник А. Л., Власов В. П., Народно-инструментальное оркестровое искусство Юга Украины. / Академическое народно-инструментальное искусство и вокальные школы Львовщины. Сборник материалов научно-практической конференции.м. Львов Дрогобыч, Круг. — С. 243—249.
- 9. Олейник А. Л. Символистские истоки творчества И. Стравинского в детерминации выразительности инструментальных соло балета «Агон» // Международный вестник: культура, философия, музыковедение — М.: Миллениум, — Вып. 1 (4) — С.159-164.
- 10. Олейник А. Л. Домрового тремоло и аспекте риторического содержания исполнительских приемов игры // Вестник Киевского национального университета культуры и искусств. Серия: Музыкальное искусство. Киев: Издательский центр КНУКиИ.— С. 57 — 66.
- 11. Duo for na domre and pianoforte and its role in Victor Vlasov`s creative output // Miedzy wschodem a zachodem. Kultura muzyczna i jej tradycje. Uniwersytet Muzyczny Fryderyka Chopina. 2016. — Р. 177—184.
- 12. Воспроизведение выразительных приемов мандолинного инструментализма в произведениях А. Вивильди и В-А. Моцарта // Вискник НАКККиМ. Научный журнал. Киев: ООО Идея Принт, 2019. Вып № 1. — С. 434—440.

## Награды и отличия
- 1. Почётное звание «Заслуженный артист Украины» (2003).
- 2. Почётная грамота Кабинета министров Украины за значительный личный вклад в развитие национальной культуры и высокий профессионализм (2004, № 2996).
- 3. Почётная грамота Министерства образования и науки Украины за многолетний труд, личный вклад в подготовку высококвалифицированных специалистов, плодотворную научно-педагогическую деятельность (2004, № 112505).
- 4. Почётная грамота Министерства культуры и туризма Украины за весомый личный вклад в создании духовных ценностей и высокое профессиональное мастерство (2008).
- 5. Почётная грамота Одесской областной государственной администрации за личный весомый вклад и творческие достижения в области образования и культуры Украины (2009).
- 6. Почётная грамота Одесского областного совета за весомые творческие достижения, высокое профессиональное мастерство, многолетний добросовестный труд по воспитанию молодых профессиональных кадров (2008).
- 7. Почётная грамота Одесской государственной музыкальной академии имени А. В. Неждановой за многолетний добросовестный труд и самоотверженное воспитание создателей музыкального искусства (2007, 2008).
- 8. Certificate of Gratitude «Renaissanse» II International festival-contest of the musician-performers dedicate to the 95th Anniversary of Armenia genocide (2010).
- 9. Диплом ИИ Международного конкурса-фестиваля искусств «Stanrovych fest» за весомый вклад в профессиональное музыкальное образование и подготовку участника конкурса в номинации «Музыкальное искусство» (2018).
- 10. Диплом Одесской национальной музыкальной академии имени А. В. Неждановой за участие в фестивале имени Г. Манилова, высокий творчески-исполнительский уровень и вклад в развитие народного инструментального искусства Украины (2015).
- 11. Почётная грамота Национального Союза композиторов Украины за высокий профессионализм, активную популяризацию произведений украинских композиторов (2017).
- 12. Благодарность ОО «Цветок Фест» за участие в жюри I Международного конкурса-фестиваля искусств «Stanrovych fest» (2017).
- 13. Почётное звание «Народный артист Украины» (2019).